# دار عثمان بن عفان الكبرى
دار عثمان بن عفان الكبرى أحد الدور التاريخية المجاورة للمسجد النبوي الشريف.
كانت أضخم دور المدينة المنورة، وكان باب الدار من فرش الحجر، وكانت بين باب جبريل عليه السلام وحتى نهاية المسجد النبوي الشريف تحت المئذنة الرئيسية، وفيها استشهد الخليفة عثمان بن عفان إذ تسوروا عليه الجدار من دار عثمان بن عفان الصغرى، وبها قبر أسد الدين شيركوه" عم صلاح الدين الأيوبي وقبر والد صلاح الدين الأيوبي. عرفت فيما بعد باسم رباط العجم، وقد أزيلت ضمن التوسعة الملك فهد للمسجد النبوي الشريف.